# Lista över akademiska körer i Sverige
Med akademisk kör avses här en kör som har sin huvudsakliga verksamhet knuten till ett universitet eller högskola, som huvudsakligen består av studenter eller akademiker eller som själv definierar sig som en akademisk kör eller studentkör.

## Borås
- Borås Studentkör[1]

## Göteborg
- Akademiska Kören (manskör)
- Bolagsstämmorna, Handelshögskolan
- Chalmers damkör
- Chalmers kammarkör
- Chalmers manskör
- Chalmers sångkör
- Chalmers vokalensemble
- Corus Acusticus
- Gosskören[2]
- Göteborgs akademiska kammarkör[3]
- Stella Academica (damkör)

## Halmstad
- Köörmit[4]

## Helsingborg
- Helsingborgs studentkör[5]

## Jönköping
- Jönköping University Vocal Ensemble - JUVE[6]

## Karlstad
- Sällskapet CMB - Carlstads Manskörsbröder (manskör)
- Söt Likör (damkör)

## Linköping
- Akademiska Kören
- Chorus Lin
- LiHtösen (damkör)
- Linköpings Studentsångare (manskör)
- Den akademiska damkören Linnea
- Röda Arméns Gosskör
- Östgöta Kammarkör
- Linköpings Indiekör

## Luleå
- Kvinnokören Embla[7]
- Manskören Snapsakademien[8]
- Studentkören Aurora[9]

## Lund
- Bella Voce – Lunds studentsångerskor (damkör)[10]
- Carolinae Damkör
- Culpakören[11]
- Gudrunkören[12]
- Korallerna
- Förenade nationsmanskören
- LTH-kören
- Lunds akademiska kör
- Lund International Students Choir[13]
- Lunds Kammarkör
- Lunds Studentsångförening (manskör)
- Lunds Vokalensemble
- Ostrochorus
- Palaestra vokalensemble[14]
- Tornakören[15]
- Ultraljud[16]

## Malmö
- Diastämma - Malmö Odontologiska Fakultetskör[17]
- Malmö akademiska kör
- Malmö studentkör[18]

## Norrköping
- SKÖN – Studentkören i Norrköping[19]

## Stockholm
- Akademiska Kören
- A Scalpella
- Friedmans Apostlar
- Kongl. Teknologkören
- Osqstämman
- Stockholms Akademiska Damkör
- Stockholms Studentsångarförbund (manskör)
- Stockholms universitetskör
- HumHum
- Quackapella

## Sundsvall
- Gungner, studentkören vid Mittuniversitetet i Sundsvall
- Tors Bockar, Sundsvalls akademiska manskör

## Umeå
- Nationskören
- Umeå Akademiska Kör
- Umeå Studentkör

## Uppsala
- Allmänna Sången
- Chorus Virorum – Norrlands nation (manskör)
- Cantus Feminis – Norrlands nation (damkör)[20]
- UDK Discordia – Uplands nation (damkör)[21]
- Gotlands nations kör – Gotlands nation
- Gôssegôbbera – Värmlands nation (manskör)[22]
- Guldkören – Göteborgs nation  (damkör)[23]
- GH-kören – Gästrike-Hälsinge nation[24]
- Kalmar nations kör – Kalmar nation[25]
- La Cappella – (damkör)
- Lex Legato – Juridiska Föreningens vokalensemble
- Norrlandskören – Norrlands nation
- Orphei Drängar – (manskör)
- Linnéakören – Smålands nation (damkör)[26]
- Smålands nations herrensemble – Smålands nation (manskör)[27]
- Sångarbröderna – Västmanlands-Dala nation (manskör)
- Sånggripen – Östgöta nation
- Södermanlands-Nerikes nationskör – Södermanlands-Nerikes nation
- Sönerna - Södermanlands-Nerikes nation (manskör)
- Ulla – Sveriges lantbruksuniversitet (damkör)
- Ultunae Drängar – Sveriges lantbruksuniversitet (manskör)
- Uppsala akademiska kammarkör
- Uppsala studentmanskörer
- Värmlands nations kör – Värmlands nation[28]
- Västgöta nations manskör – Västgöta nation (manskör)
- Västgöta nations damkör – Västgöta nation (damkör)
- Västgöta nations kör – Västgöta nation
- V-Dalakören – Västmanlands-Dala nation[29]
- X-men – X-sektionen, UTN (manskör)[30]

## Växjö
- Akademiska Kören[31]
- Linnékören[32]

## Örebro
- Örebro studentsångare (Örebro University Choir)